# لاهوت العهود

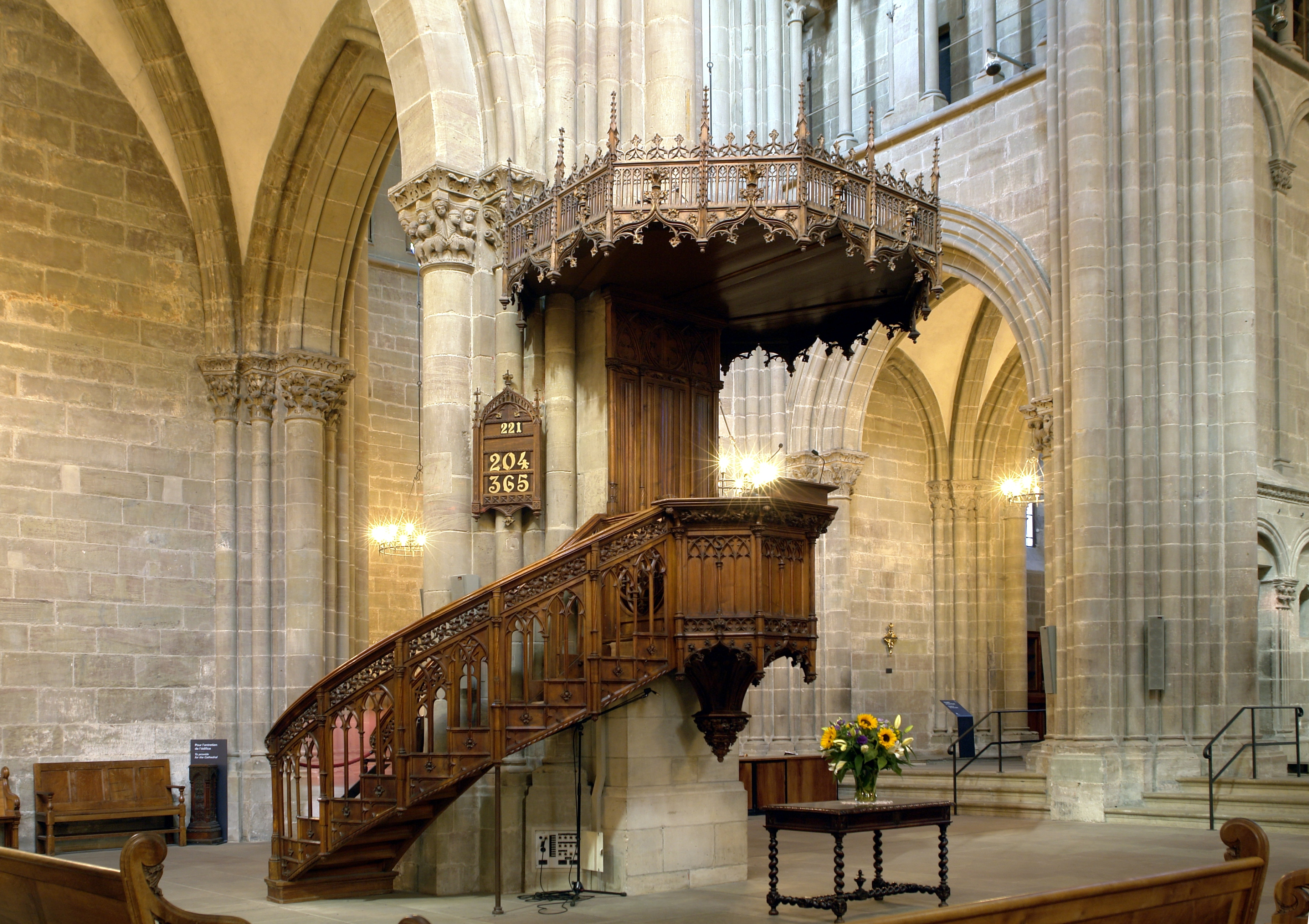
منبر كاتدرائية القديس بيير، جنيف، سويسرا

لاهوت العهود (المعروف أيضا باسم لاهوت العهد أو اللاهوت الفيدرالي) وجهة نظر وإطار يتم به تفسير الكتاب المقدس، وتعتبر فيه العهود مبدأ مرتباً للاهوت المسيحي.

## الوصف العام
في لاهوت العهود، يتمّ وضع تاريخ معاملات الله مع البشر، والذي من الخلق إلى سقوط البشر إلى الخلاص إلى الإتمام، في إطار ثلاثة عهود لاهوتية، بما فيها عهد الخلاص وعهد الأعمال وعهد النعمة. وتسمّى العهود الثلاثة هذه بلاهوتية لأنها غير مذكورة صراحة في الكتاب المقدس، إلا أنها ضمنية في لاهوت الكتاب وتصف وتلخّص الإنجيل. وفي المسيحية المصلحة التاريخية، لا يعالج لاهوت العهود كعقيدة معينة فقط، بل يُعتبر مفهوم العهد الهيكل الذي يترتب به نص الكتاب.
كونه إطار تفسيري للكتاب المقدس، يختلف لاهوت العهود عمّا يسمّى بلاهوت التدابير بالنسبة للعلاقة بين العهد القديم مع دولة إسرائيل وبين العهد الجديد في دم المسيح. فبالنسبة للموقف اللاهوتي لليهود في العصر الحديث، يقول النقاد إن لاهوت العهود هو لاهوت الإلغاء والاستبدالية، نظراً للفكرة الخاطئة أن تعليمات لاهوت العهود تنص على أن الله قد تخلى عن وعوده مع اليهود واستبدلهم بالمسيحيين كشعبه المختار على الأرض. ولكن علماء لاهوت العهود ينكرون فكرة تخلي الله عن وعوده مع إسرائيل، وإنما يرون وفاء هذه الوعود في شخص وعمل المسيح يسوع الناصري، الذي أسّس الكنيسة في استمرارية عضوية مع إسرائيل، وليس كبديل تمام.
لاهوت العهود ميزة بارزة في البروتستانتية، وخاصة في الكنائس الكالفينية، مثل الكنائس المصلحة والكنائس المشيخية. وإضافة، يوجد لاهوت العهود بأشكال مختلفة في بعض الكنائس الميثودية والمعمدانية.

### العهود اللاهوتية
لا تُعتبر علاقة الله العهدية من طبيعة تلقائية أو إلزامية، بل تنازل الله طوعاً من أجل إقامة الاتصال بواسطة العهد الذي يتم فيه وضع شروط العلاقة من قبل الله وحده وفقاً لإرادته فقط.
وبشكل خاص، ينص لاهوت العهود على إن الله قد إبرم عهدين مع البشر ينبعثان من العهد الأبدي داخل الثالوث والذي ينظم كيفية ارتباط الآخرين. وبالتالي، وفي التركز على علاقة الله والإنسان في عهدين، تعكس الكالفينية التاريخية التمييز البروتستانتي التقليدي بين الشريعة والإنجيل.

#### عهد الخلاص
عهد الخلاص هو الاتفاق الأزلي في الثالوث، والذي عيّن فيه الآب إبنه يسوع المسيح بقوة الروح القدس حتى يخلص شعبه المختار من ذنب وقوة الخطيئة. فعيّن الله المسيح ليحيا حياة كاملة الطاعة بالنسبة للشريعة ويموت كذبيحة عقابية عوضاً عن البشر وكممثّل عهدي لكل من يتكلون عليه.
أنكر بعض علماء لاهوت العهود عهد الخلاص بين أفراد الثالوث، أو شكوا في أعمال الابن المؤدية إلى كسب شعب الله، أو شكوا في الطبيعة العهدية لهذا الترتيب. ومن جهة أخرى، أشار مؤيدو هذا العهد إلى مقاطع الكتاب المقدس التي تصف مبدأ الأعمال المؤدية إلى المكافأة، وإلى المقاطع التي تصف هذا الترتيب كعهد.

#### عهد الأعمال
تم إبرام عهد الأعمال في جنات عدن بين الله وآدم الذي مثّل كل البشر كرأسه الفيدرالي. وكان هذا العهد ينص على الحياة مقابل الطاعة والموت مقابل المعصية. إلا أن آدم (وكل البشر في آدم) كسر هذا العهد، مستحقاً في ذلك الإدانة. وبعد سقوط آدم يظل عهد الأعمال يلعب دور القانون الأخلاقي.
ومع أنه لا يسمى بعهد في أوائل سفر التكوين، فإن مقارنة الرئاسة التمثيلية بين المسيح وآدم تؤيد هذه الفكرة، إضافة إلى المقارنة بين عهد الله مع داود وعهد الله مع الليل والنهار والسماوات والأرض. ولذلك يسمى عهد الأعمال بعهد الخلق أيضاً.

#### عهد النعمة
ينص عهد النعمة على المباركة الأبدية لكل من يتكلون على وعود الله المتعاقبة. والمسيح هو الوفاء النهائي لهذه الوعود، فهو الممثل العهدي الاستبدالي الذي استوفى شروط عهد الأعمال نيابة عنا، بما في ذلك تطلبات البر من الناحية الإيجابية والعقوبات الجزائية من الناحية السلبية. إنه التعبير التاريخي لعهد الخلاص الأزلي. ويُعتبر عادة وعد الله في التكوين 3:15 بنسل للمرأة سيسحق رأس الحية الافتتاح التاريخي لعهد النعمة.
وأصبح عهد النعمة الأساس لكل العهود التالية التي أبرمها الله مع البشر، بما في ذلك نوح وإبراهيم وداود، وأخيراً العهد الجديد المبرم والمحقق من قبل المسيح. وتسمى هذه العهود بعهود الكتاب لأنها توجد صراحة في الكتاب المقدس. وفي النظرة العهدية، يُعتبر السلوك وفقاً لحكم الله ولشريعته (وخاصة الوصايا العشر) برد على النعمة وليس وسيلة للحصول على قبول الله (ما يسمى بالقانونية). فحتى في إعطاء الوصايا العشر، قدّم الله شريعته بتذكير إسرئيل بأنه قد أخرجهم من العبودية في مصر (النعمة).

### عهود الكتاب

#### العهد الآدمي
حسب لاهوت العهود، تم إبرام عهد الأعمال مع آدم في جنات عدن. وعند سقوط آدم، أبرم الله عهد النعمة بالوعد بالنسل، وأثبت عنايته المخلصة، إِذ كسا آدم وحواء رداءين من جلد، ما ربما يصور أول حالة تضحية بالحيوان. ويتم إبرام كل العهود التالية بعد سقوط آدم في إطار عهد النعمة.

#### العهد النوحي
يوجد العهد النوحي في التكوين 9. ومع أن أفكار الخلاص موجودة في نجاة نوح وأسرته من مياه الحكم، فإن قصة الطوفان تتركز على أفكار التكوين 1 في إزالة الخلق وإعادة الخلق. وأكدت شروط هذا العهد على النظام المخلوق العالمي أكثر مما أقامت وعداً جديداً.

#### العهد الإبراهيمي
يوجد العهد الإبراهيمي في التكوين 12، 15، و17. فتلقى إبراهيم وعداً بذرية وأرض، مع أنه لم يكن سيرى إثماره في حياته. وتشرح الرسالة إلى العبرانيين (11:10) أنه كان ينتظر مدينة سماوية ذات الأسس الثابتة، التي مهندسها وبانيها هو الله. وكتب بولس أن ألنسل الموعود به يشير إلى المسيح بشكل خاص (غلاطي 3:16).

#### العهد الموسوي
يوجد العهد الموسوي في سفري الخروج والتثنية، ويوسع الوعد لإبراهيم بشعب وأرض. فيذكر تكراراً وعد الرب: «سوف أكون إلهكم وسوف تكونون شعبي.» وهذا يظهر بشكل خاص في وجود مجده بين الشعب. ويرتبط هذا العهد الأكثر بعبارة العهد القديم.
ومع أنه عهد نعمة ابتداءً من عمل الله الخلاصي، فإن تبرز فيه الشريعة. وفي رأي تشارلز هودج، وهو كان عالم لاهوت أمريكي من القرن التاسع عشر، فإن شريعة موسى كانت تجديد عهد الأعمال فيما يتعلق بالموت والإدانة. كما كان عهداً وطنياً فيما يتعلق بالمباركات الوطنية والطاعة الوطنية، وفي هذا الصدد كان مجرّد قانوني. وفي نظام التضحية، يشير العهد إلى إنجيل الخلاص من خلال الوسيط.

#### العهد الداودي
يوجد العهد الداودي في سفر صموئيل الثاني 7، حيث أعلن الرب أنه سيبني بيتاً ونسباً لداود، مقيماً ملكوته وعرشه إلى الأبد. فتذكر الله هذا العهد فيما حافظ على أحفاد داود رغم شرهم، مع أنه لم يمنع وصول الدينونة في نهاية المطاف. وبين أنبياء المنفى في بابل، كان هناك أمل في العودة تحت ملك داودي كان سيجلب السلام والعدل.

#### العهد الجديد
كان يُتوقع العهد الجديد مع آمال في مسيح داودي، كما تم التعبير عنه الأكثر صراحة في تنبؤات النبي أرمياء. وعند العشاء الأخير، لمح يسوع إلى هذه النبوءة، إضافة إلى نبوءة إشعاء، حيث قال إن كأس وجبة الفصح هو العهد الجديد في دمه، كما تم تطوير استخدام رمزية العهد القديم في الرسالة إلى العبرانيين. فيسوع هو آدم الثاني وأمل إسرائيل وإتمام الشريعة والأنبياء. وهو النبي أكبر من يونس، والابن في البيت الذي كان موسى يخدم فيه، قائداً شعبه إلى الأرض السماوية الموعود بها. وهو الكاهن الأعظم أكبر من هرون، مقدماً نفسه كذبيحة كاملة مرة واحدة. وهو الملك أكبر من سليمان، حاكماً إلى الأبد على عرش داود.

## رموز وأختام العهد
لأن لاهوت العهود موجود بشكل عام في الكنائس البروتستانتية والمصلحة، فإن تابعيه يعتبرون المعمودية والعشاء الرباني السرين المقدسين الوحيدين، على عكس الكنيسة الكاثوليكية التي تمارس سبعة أسرار مقدسة. والأسرار هي رمز وخاتم عهد النعمة. وعلاوة على الوعظ الكتابي، تعتبر الأسرار وسيلة نعمة عادية للخلاص. ونفع هذه الطقوس ليس في المشاركة فيها، بل في قوة الروح القدس المتلقاة بالإيمان.

### العشاء الرباني
أسس يسوع العشاء الرباني عند وجبة الفصح، الذي أعاد تفسيره بشكل جذري. فعيد الفصح هو الاحتفال بإخراج الإسرائيليين من مصر، وخاصة دم الخروف الذي أمرهم الله بوضعه على العتبة العليا حتى يعبر ملاك الموت عن بيوتهم، فخلص الأبكار من الطاعون النهائي. ويفسر كاتبو العهد الجديد هذا الحدث بشكل رمزي: كما أنقذ دم الخروف الإسرائيليين من الطاعون، هكذا ينقذ موت يسوع الاستبدالي شعب الله في العهد الجديد من إدانة خطاياهم.

### المعمودية
يرى علماء لاهوت العهود المؤيدون لمعمودية الرضع تدبير كل عهود الكتاب، بما في ذلك العهد الجديد، في إطار مبدأ الشمول العائلي والجماعي، أو ما يسمى بتعاقب الأجيال. ففي سفر أعمال الرسل 39-2:38، امتد الوعد إلى أطفال المؤمنين كما كان عليه في العهد القديم. وتشمل العهود الكتابية بين الله والإنسان رموز وأختام تمثل بشكل مرئي الحقائق وراء العهود. ويتم تدبير الرموز المرئية لخلاص الله العهدي بطريقة جماعية، وليس بطريقة فردية فقط.
تعتبر المعمودية الرمز المرئي للدخول إلى العهد الجديد، وبالتالي يتم تدبيره بشكل فردي للمؤمنين الجدد الذي يعترفون بإيمانهم علناً. ومؤيدو معمودية الرضع يعتقدون أن هذا يمتد إلى أهل بيت المؤمنين، بما فيها الأطفال. في هذه النظرة، المعمودية تحل محل الختان الذي تمت إقامته مع إبراهيم، وترمز إلى التطهير من الخطايا.
من جهة أخرى يعتقد مؤيدو معمودية البالغين أن المعمودية مقصورة على أولئك الذين يفهمون ويعترفون بإيمانهم. وفي إرمياء 31 ينص العهد الجديد على أن أعضاءه سيكون عندهم الشريعة مدونة على قلوبهم وسيعرفون الله شخصياً. ولهذا السبب، يعتقد علماء لاهوت العهود المعمدانيون أن عضوية العهد الجديد مقصورة على أولئك الذين ولدوا من جديد.